# فرماندهی مبارزه با تروریسم
فرماندهی مبارزه با تروریسم (انگلیسی: Counter Terrorism Command) ; (CTC) یا SO15 یک بخش عملیات ویژه در قسمت پلیس متروپلیتن لندن است.
فرماندهی پلیس ضد تروریسم در اکتبر سال ۲۰۰۶ از ترکیب بخش ضد تروریسم (SO13) و بخش ویژه (SO12) به وجود آمد که اطلاعات، عملیات و تحقیقات در هم جمع شد تا یک فرماندهی واحد تشکیل شد.
این فرماندهی دارای ۱۵۰۰ افسر و کارمند و تعدادی مأمورین تحقیق در خارج از کشور است. فرمانده دین هایدون که رئیس فرماندهی مبارزه با تروریسم است، گزارش‌های خود را به نیل باسو معاون کمیساریا و مشاور عالی می‌دهد.
فرماندهی مبارزه با تروریسم همچنین میزبان فرماندهی ستاد مشترک پلیس مبارزه با تروریسم است.

## مسؤلیت‌ها
طبق وب سایت رسمی فرماندهی مبارزه با تروریسم، اولویت اصلی این فرماندهی حفظ سلام عموم مردم و از بین بردن فعالیت‌های مربوط به تروریست‌ها در انگلستان و همچنین منافع انگلیس در خارج از کشور است که از طریق:
- تشخیص، تحقیق و جلوگیری از تهدیدات تروریستی و شبکه‌های تروریستی.
- کار کردن با سازمان‌های همکار برای به دست آوردن و استفاده از اطلاعات و شواهد در مورد تروریسم و افراط گرایی.
- اطمینان از اینکه فعالیت فرماندهی مبارزه با تروریسم بر روی ارائه ارزش برای پول، بهره‌وری و استفاده مفید و مؤثر از منابع متمرکز شده‌است.
- مشارکت، ایجاد و حفظ روابط کاری با شهرک‌ها، جوامع محلی، شرکای ملی و بین‌المللی برای فهم بیشتر از نیازهای آن‌ها و استفاده از تخصص و تجربه خود در مبارزه با تهدیدات تروریستی.
- کار با جوامع، شرکا، مؤسسات، گروه‌ها و سایر سازمان‌های مشاوره و پشتیبانی برای مقابله با ایدئولوژی‌هایی که باعث تروریسم و افراط گرایی می‌شود.
- حمایت، کار و همکاری در شبکه ملی مبارزه با تروریسم برای ارائه سیاست مبارزه با تروریسم در بریتانیا.

فرماندهی مبارزه با تروریسم دارای تعدادی مأموریت‌های امنیت ملی دیگر هم است. مواردی که منجر به افراط گرایی داخلی می‌شود و نقش‌هایی که توسط واحد افراط گرایی داخلی انجام می‌گیرد. همچنین در مورد حساسیت تحقیقات امنیتی ملی، مانند تحقیقات سری قانون رسمی، تحقیقات در مورد جنایات جنگی و جنایات علیه بشریت و قتل‌های با انگیزه سیاسی از جمله این مأموریت‌ها به حساب می‌آید.

## ارگان‌های مرتبط
فرماندهی مبارزه با تروریسم بخشی از شبکه ملی مبارزه با تروریسم است که شامل ۵ واحد مبارزه با تروریسم (CTUs) و واحدهای کوچکتر منطقه ای است. این فرماندهی توسط کمیته هماهنگی مبارزه با تروریسم تحت نظارت معاون کمیسر «مارک روولی» از خدمات پلیس متروپولیتن کنترل می‌شود. SO15 به عنوان بخشی از شبکه ملی مبارزه با تروریسم، در مقابل تهدید تروریسم در سطح محلی، ملی و بین‌المللی فعالیت می‌کند و با تعدادی از شرکا برای جلوگیری از فعالیت‌های مرتبط با تروریست‌ها، از جمله سرویس امنیتی (MI5) و سازمان اطلاعات مخفی بریتانیا (MI6) همکاری می‌کند

## تاریخچه و ساختار
نخستین یگان مبارزه با تروریست در سال ۱۸۸۳ در اسکاتلندیارد توسط ویکتور هارکورت، وزیر امور خارجه، به تصویب رسید، اداره ایرلند یا شعبه ویژه ایرلند که بعداً نامیده شد، شامل تنها ۱۲ کارآگاه با مأموریت شکست دادن «فنیان» مبارزه با تروریست که در لندن و در سراسر کشور برگزار شد، بود.
در نوامبر ۲۰۱۳ فرماندهی مبارزه با تروریسم در قالب فعلی (SO15) شامل ۱۷۹۰ کارمند از جمله ۱۳۵۰ افسر پلیس و ۶۰۰ کارآگاه که در ۷۵ واحد تخصصی سازماندهی شده و قادر به پاسخگویی فعالانه یا واکنشی در هر نقطه از جهان هستند، درآمد.

## تحقیق رویدادهای تروریستی

### داخلی
فرماندهی مبارزه با تروریسم از زمان آغاز در موارد مختلف مسئول تحقیق در مورد چندین رویداد تروریستی برجسته در داخل انگلستان بوده‌است، از جمله:
- بمب‌گذاری در مرکز پست عمومی برج بی‌تی (۱۹۷۱)
- محاصره خیابان بالکمب (۱۹۷۵)
- اشغال سفارت ایران در لندن (۱۹۸۰)
- بمب‌گذاری‌های هاید پارک و پارک رنجنت (۱۹۸۲)
- بمب هارودز (۱۹۸۳)
- محاصره سفارت لیبی (۱۹۸۴)
- بمب برایتون (۱۹۸۴)
- بمبگذاری سوء قصد به نزار هینداوی در پرواز از هیترو به اسرائیل (۱۹۸۶)
- حمله خمپاره ای خیابان داونینگ (۱۹۹۱)
- بمب بیشاب گیت(۱۹۹۳)
- حمله خمپاره ای به فرودگاه هیترو (۱۹۹۴)
- بمب کانری وارف (۱۹۹۶)
- کمپین بمب‌گذاری دیوید کاپلند (۱۹۹۹)
- ریچارد رید بمب‌گذار کفش (۲۰۰۱)
- بمب‌گذاری‌های ۷ ژوئیه ۲۰۰۵ لندن و بمب‌گذاری‌های ۲۱/۷ (۲۰۰۵)
- طرح بمب-پرواز اتلانتیک (۲۰۰۶)
- طرح بمبگذاری کارگو یا «بمب‌های چاپگر» (۲۰۱۰)
- حمله به پل وست مینستر (۲۰۱۷)
- بمب‌گذاری منچستر آرنا (۲۰۱۷)
- حمله به پل لندن (۲۰۱۷)

### بین‌المللی
از طریق شعبه عملیات بین‌المللی فرماندهی مبارزه با تروریسم، SO15 به صورت فعال از افسران خود در سراسر جهان در پاسخ به حوادث تروریستی در حمایت از کشورهای میزبان و حمایت از اتباع انگلیسی که قربانی اقدامات تروریستی هستند، استفاده می‌کند؛ که شامل:
- گروگانگیری جودیت تبت و قتل دیوید تبتوت در کنیا (۲۰۱۲)
- محاصره عمان (۲۰۱۳)
- تیراندازی مرکز خرید وست‌گیت کنیا (۲۰۱۳)
- حملات سوسه (۲۰۱۵)